# Symmacra sinensis
Symmacra sinensis là một loài bướm đêm trong họ Geometridae.